# Thomasevangeliet
Thomasevangeliet er en tidlig kristen apokryf jesusbeskrivelse, der blev fundet af en bonde ved Nag Hammadi i Egypten i december 1945 som en del af Nag Hammadi-teksterne. Thomasevangeliet er en del af flere tekster, der stammer fra en gnostisk sekt. Skriftet består af 114 vers, visdomsord, der ifølge teksterne er udtalt af Jesus og er videregivet af Thomas.
"De hemmelige ord, som den levende Jesus talte, og som Didymos (fra græsk: Tvillingen) Judas Thomas (fra aramæisk: Të'oma: Tvillingen) skrev ned," lyder indledningen til skriftet, der menes at stamme fra 150-200. Der er ingen handling kun en samling løsrevne jesusord, aforismer, profetier, lignelser og visdomsord. De er både en belæring af og en dialog med disciplene. Thomas roses for at have forstået mere end Peter, som Jesus bebrejder at ville udelukke Maria Magdalene fra fællesskabet. Da Peter i epilogen siger, at kvinder ikke er værdige til frelseslivet, lover Frelseren at retlede Maria Magdalene og gøre hende mandlig, "så også hun kan blive en levende ånd i lighed med jer mandlige".
Enhver kvinde, "som gør sig selv mandlig", skal komme i Himlen. Den enkelte skal søge Menneskesønnen eller den perfekte mand i sit indre for at opnå frelse ved at finde sig selv og fornægte verden. Ifølge Thomasevangeliet sker identifikation med Kristus, når ånden drikkes af Jesu mund. 
Gnostikerne repræsenterede en meditativ religion, der på mange måder minder om de strømninger fra østens mystik, der også er kendt i den vestlige verden som nyreligiøsitet. De gnostiske klosterlignende samfund havde deres storhedstid i de første to århundreder e.Kr., og flere steder blandedes elementer fra gnosticismen med elementer fra kristen tro. Gnostikerne havde udelukkende et åndeligt fokus. Af samme grund var alt andet mindreværdigt. Fx almindeligt liv med familie, mad og venner, arbejdsliv, sex og børn. De gnostiske samfund, der inddrog en jesusskikkelse i deres tro, anså ham for at være en frelser, dog ikke i den klassiske kristne forstand, men sådan at forstå, at han havde lært, at de skulle søge sandheden inde i sig selv. Gnostikerne regnede i øvrigt verden for at være skabt af en ond gud, de kaldte Demiurgen (skaberguden). Kolossenserbrevet er skrevet, da gnostikere udgjorde en trussel i en menighed.
Thomasevangeliet regnes til de nytestamentlige apokryfer og dermed ikke til evangelier i den konfirmerede kristne betydning.